# Elizabeth Fitzwalter, 8. Baroness Fitzwalter
Elizabeth Fitzwalter, 8. Baroness Fitzwalter (verheiratet als Elizabeth Radcliffe und Elizabeth Dynham) (* 28. Juli 1430 in Henham; † um 1485 oder nach 7. Januar 1505) war eine englische Adlige.
Elizabeth Fitzwalter entstammte der Adelsfamilie Fitzwalter. Sie war eine Tochter von Walter Fitzwalter, 7. Baron Fitzwalter und dessen Frau Elizabeth Massy. Als einziges überlebendes Kind wurde sie die Erbin ihres Vaters, der wenige Monate nach ihrer Geburt während des Hundertjährigen Kriegs in Frankreich starb. Neben umfangreichen Besitzungen in Essex erbte sie suo jure den Titel Baroness Fitzwalter.
1454 heiratete sie in erster Ehe Sir John Radcliffe († 1461). Mit ihm hatte sie mindestens einen Sohn:
- John Radcliffe, 9. Baron FitzWalter (1451–1496)

Nach dem Tod ihres Mannes heiratete sie in zweiter Ehe John Dynham, 1. Baron Dynham (um 1434–1501).
Ihr Erbe wurde ihr Sohn John.